# Horaz Krasnopolski

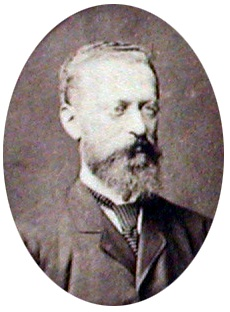
Horaz Krasnopolski

Horaz Krasnopolski (* 5. November 1842 in  Pistyn; † 29. August 1908 in Gmunden, Oberösterreich) war ein jüdischer Rechtswissenschaftler in Prag.

## Leben
Krasnopolski wurde als Sohn armer jüdischer Eltern im Pistyn geboren. Er besuchte das k.k. I. Staatsgymnasium Czernowitz  und studierte ab 1861 an der Karls-Universität Prag Rechtswissenschaft. In Prag wurde er 1862 Mitglied des Corps Austria (1862) und des Corps Rugia. 1868 wurde er in Prag promoviert. Nach weiteren Studienaufenthalten an der Georg-August-Universität Göttingen und der Universität Leipzig wurde er 1872 Anwalt in Prag. Er habilitierte sich 1872 für Handelsrecht (Österreich) und österreichisches Zivilrecht. 1876 wurde er als Nachfolger des verstorbenen Josef Krainz a.o. Professor und 1881 o. Professor des österreichischen Zivilrechts. An der Karl-Ferdinands-Universität wirkte er bis zu seinem Lebensende als Hochschullehrer.
Seine zahlreichen Schriften erstrecken sich auf alle Gebiete des bürgerlichen Rechts. Die meisten sind in Fachzeitschriften zerstreut, einige geben Vorträge wieder, die in verschiedenen juristischen Gesellschaften gehalten wurden. Sein Lebenswerk, eine systematische Gesamtdarstellung des österreichischen Privatrechts, das er nahezu vollendet hinterließ, wurde von seinem Schüler Bruno Alexander Kafka nach 1910 herausgegeben. Aus der historischen Schule hervorgegangen, suchte Krasnopolski, ein Meister der grammatikalischen Interpretation, als hervorragender Kenner des römischen und des deutschen Rechts sowie des heimischen Partikularrechts, die Institutionen des österreichischen Privatrechts in ihrer geschichtlichen Entwicklung zu betrachten. Er war akademischer Lehrer von Franz Kafka und Vorsitzender der Prüfungskommission, als Kafka sein juristisches Staatsexamen ablegte.

## Schriften
- Die Haftung außergenossenschaftlicher Verbindlichkeiten, Wien 1878
- Der Legalisierungszwang, Wien 1880
- Das Anfechtungsrecht der Gläubiger nach österreichischen Recht, 1889
- Der Schutz des redlichen Verkehrs im österreichischen Zivilrecht, 1892
- Das Ehehindernis der höheren Weihen nach österreichischen Recht, 1896
- Der Verlöbnisbruch nach österreichischen Recht, 1904
- Die Änderungen und Ergänzungen einiger Bestimmungen des Allgemeinen bürgerlichen Gesetzbuches, 1908
- Lehrbuch des österreichischen Privatrechts, 5 Bände, Duncker & Humblot, München und Leipzig 1910ff

## Ehrungen
- Hofrat (1897)
- Ehrenmitglied des Corps Austria[2]
- Komtur des Franz-Joseph-Ordens[3]